# اشفاق احمد (نویسنده)
اشفاق احمد (اردو: اشفاق احمد؛ ۲۲ اوت ۱۹۲۵ – ۷ سپتامبر ۲۰۰۴) نویسنده، نمایشنامه‌نویس، روشنفکر پاکستانی بود. اشفق احمد درحالی که ۷۹ سال سن داشت، درگذشت.